# Can Major (Sant Cugat del Vallès)
Can Major és una masia de Sant Cugat del Vallès (Vallès Occidental) protegida com a Bé Cultural d'Interès Local.

## Descripció
Masia tradicional de tres crugies d'amplada amb coberta a dues aigües, amb el carener perpendicular a la façana.
La façana, de grans dimensions, està ordenada simètricament i consta de planta baixa, pis i golfes. Te afegida, a l'esquerra, una ala de galeries en direcció a ponent.
Destaca la galeria porxada d'estil neoclàssic en la planta pis de la façana lateral de la masia, amb una sèrie correguda d'obertures de punt rodó amb arquivolta i imposta toscana, així com les proporcions de les arcades.
La porta de la masia és d'arc rebaixat amb dovelles de pedra. A la façana hi ha restes d'antics esgrafiats i també un rellotge de sol.
Un mur de tàpia encercla la masia i l'era, la qual està pavimentada amb toves del segle xviii.
Hi ha un sol porxo al sud i una masoveria adossada a llevant.

## Història
Masia documentada l'any 1469 i que va ser anomenada can Clotes i can Majó del Padró. Al segle XVI estava lligada a la família Carbonell. Els seus propietaris durant el segle xix van estar molt lligats al poder, essent diversos d'ells capitans de la milícia i alcaldes de Sant Cugat. El segle XX passà a mans de la família Rosàs. Està situada al cim d'un turonet la carena del qual separa tradicionalment el terme de Sant Cugat i Valldoreix.